# Ngọc Lâu Xuân
Ngọc Lâu Xuân (Tiếng Trung:玉楼春; bính âm:Yùlóu chūn; tiếng Anh: Song of Youth), là một bộ phim truyền hình cổ trang về đề tài gia đấu thời nhà Minh của Trung Quốc do công ty giải trí Hoan Ngu Ảnh Thị sản xuất, được biên kịch bởi Vu Chính, và sự tham gia của các diễn viên chính Bạch Lộc, Vương Nhất Triết, Kim Thần, Lạc Mục Dương Tử,... Bộ phim được công chếu lần đầu tiên trên kênh Tin tức Trường Sa, Hồ Nam vào ngày 25 tháng 7 năm 2021 và nền tảng trực tuyến Youku vào ngày 26 tháng 7 năm 2021.

## Thông tin phát sóng
| Quốc gia   | Kênh           | Thời gian phát sóng      |
| ---------- | -------------- | ------------------------ |
| Trung Quốc | Trường Sa News | Ngày 25 tháng 7 năm 2021 |
| Trung Quốc | Youku          | Ngày 26 tháng 7 năm 2021 |
| Hồng Kông  | myTV SUPER     | Ngày 26 tháng 7 năm 2021 |
| Malaysia   | Astro GO       | Ngày 26 tháng 7 năm 2021 |

## Nội dung phim
Phim lấy bối cảnh thời Minh, Trung Quốc, kể về cuộc đời của Lâm Thiếu Xuân (Bạch Lộc thủ vai), vì cha bị vu oan tham ô mà gia đình tan tác. Để kiếm sống, nàng học diễn hý ở gánh hát, sau đó, Lâm Thiếu Xuân còn muốn giả trang làm nam nhi đi thi, lấy công danh lật lại vụ án của cha, nhưng thất bại.Trong quá trình đó, nàng gặp gỡ tứ thiếu gia Tôn Ngọc Lâu (Vương Nhất Triết thủ vai), người si mê Thiếu Xuân từ cái nhìn đầu tiên. Khi biết thân phận ca kỹ của Lâm Thiếu Xuân, gia đình họ Tôn không đồng ý. Tuy nhiên, tình cảm của họ ngày càng bền chặt, Lâm Thiếu Xuân quyết định kinh doanh, trở thành nữ thương nhân nổi tiếng cả nước. Khi gả vào nhà họ Tôn, Thiếu Xuân phải đấu tranh với các chị dâu, bên ngoài giải quyết các loại nguy cơ. Dưới cơ duyên xảo hợp, nàng phát hiện người hại cả nhà mình chính là Tôn Tốn mà chân chính người tham ô cũng là hắn. Vì chính nghĩa, Thiếu Xuân cuối cùng vẫn lựa chọn "quân pháp bất vị thân".

## Phân vai

### Vai chính
| Diễn viên        | Nhân vật        | Giới thiệu |
| ---------------- | --------------- | --- |
| Bạch Lộc         | Lâm Thiếu Xuân  | Thiên kim của Lâm gia, bởi vì phụ thân bị hãm hại dẫn đến nhà tan cửa nát, vì thay cha giải oan nên đã giấu diếm thân phận của mình, nàng tiến vào gánh hát học nghệ, nàng cầm kỳ thư họa mọi thứ tinh thông. |
| Vương Nhất Triết | Tôn Ngọc Lâu    | Tứ thiếu gia của Tôn phủ, con nhà phú quý nhưng không dựa thế cha mà sinh kiêu ngạo, chàng ôn hòa lễ độ, chung tình với Lâm Thiếu Xuân ngay từ lần gặp đầu tiên.                                              |
| Kim Thần         | Hứa Phượng Kiều | Vợ của Tam thiếu gia Tôn phủ, tính cách già dặn lại hoạt bát, luôn biết cách "trị" người chồng ham ăn, lười biếng. Vốn là thiên kim của Đại học sĩ Hứa Vân Hạc từ nhỏ đã được trong nhà nuông chiều.          |
| Lạc Mục Dương Tử | Ngô Nguyệt Hồng | Vợ của Đại công tử Tôn phủ, tính cách tùy tiện lại linh động đáng yêu, võ nghệ cao cường, ôn nhu hiền lành.                                                                                                   |
| Trịnh Tưu Hoằng  | Diêu Trích Châu | Con gái của Hàn Lâm học sĩ, biểu muội của Hứa Phượng Kiều, liên tiếp có những vướng mắc tình cảm với Tôn Ngọc Lâu tứ công tử Tôn Tuấn Hào nhị công tử của Tôn phủ                                             |

### Tôn phủ
| Diễn viên             | Nhân vật         | Giới thiệu |
| --------------------- | ---------------- | --- |
| Trương Lũy            | Tôn Tốn          | Gia chủ Tôn gia |
| Ôn Tranh Vanh         | Thẩm thị         | Khuê danh là Thanh Dao, Tôn gia thái thái, vợ của Tôn Tốn |
| Mã Tiểu Thiến         | Mai di nương     | Tôn gia thiếp thất |
| Hách Lôi              | Tôn Thế Kiệt     | Tôn gia Đại công tử, phu quân của Ngô Nguyệt Hồng |
| Châu Lục Lạp          | Tôn Tuấn Hào     | Tôn gia Nhị công tử, phu quân của Tô Ánh Tuyết. Thân là biên thành võ tướng, tình trường trải qua khó khăn trắc trở, cuối cùng lựa chọn ở bên Diêu Trích Châu |
| Xương Long            | Tôn Kim Cát      | Tôn gia Tam công tử, phu quân của Hứa Phượng Kiều |
| Dương Dung            | Tôn Hữu Trinh    | Tôn gia Đại tiểu thư, Tôn Quý phi |
| Trần Đô Linh          | Tôn Hữu Đức      | Tôn gia Nhị tiểu thư, thê tử của Lý Bá Tập |
| Kiều Hân              | Tôn Hữu Dung     | Tôn gia Tam tiểu thư |
| Hoàng Dương Điền Điềm | Tôn Tiểu Tiên    | Tôn gia Tứ tiểu thư, con gái của Mai di nương |
| Hoàng Hinh Dao        | Tô Ánh Tuyết     | Vợ của Nhị công tử Tôn gia, tài nữ hàng đầu kinh thành, gã vào Tôn phủ chưa lâu thì phu quân phải ra trận, hằng ngày chơi đàn giải sầu                        |
| Hoàng Hựu Minh        | Giả Phùng Nguyên | Nhận Tôn Tốn làm sư phụ, vào ở tại Tôn phủ |

### Lâm phủ
| Diễn viên       | Nhân vật        | Giới thiệu |
| --------------- | --------------- | --- |
| Vương Đông      | Lâm Viễn Đạo    | Cha của Lâm Thiếu Xuân, bị đổ oan tham ô dẫn đến nhà tan cửa nát                                                   |
| Tăng Nhất Huyên | Lâm mẫu         | Mẹ của Lâm Thiếu Xuân, vợ của Lâm Viễn Đạo, khi Lâm Viễn Đạo bị đổ oan tham ô, bà uống thuốc độc tự sát            |
| Khương Quần Trí | Thường ma ma    | Ở Lâm phủ từng phục thị Lâm Thiếu Xuân, sau khi Lâm phủ phá gia liền đem Lâm Thiếu Xuân xem như con ruột, nuôi lớn |
| Vạn Sở Đồng     | Thường Tiểu Nhã | Con gái của Thường ma ma, thay Lâm Thiếu Xuân đi lưu vong, về sau gả cho Vương Quân                                |
| Lưu Nhuận Nam   | Vương Quân      | Trưởng tử của Lang Gia Vương, tận tâm giúp đỡ các nạn dân, về sau cưới Thường Tiểu Nhã làm vợ                      |

### Lý phủ
| Diễn viên        | Nhân vật    | Giới thiệu                                                |
| ---------------- | ----------- | --------------------------------------------------------- |
| Quyên Tử         | Giang thị   | Lý gia thái thái, mẹ chồng của Tôn Hữu Đức                |
| Đường Hiểu Thiên | Lý Bá Tập   | Lý gia trưởng tử, chồng của Tôn Hữu Đức                   |
| Khương Hàn       | Lý Tưởng    | Lý gia thứ tử, chồng của Hỷ Lan, em chồng của Tôn Hữu Đức |
| Lý Giai Trân     | Lý Anh      | Lý gia tiểu muội, em chồng của Tôn Hữu Đức                |
| Enna Zhuli       | Hỷ Lan      | Vợ của Lý Tưởng, em dâu của Tôn Hữu Đức                   |
| Trần Đô Linh     | Tôn Hữu Đức | Thê tử của Lý Bá Tập, Tôn gia Nhị tiểu thư                |

### Hoàng cung
| Diễn viên      | Nhân vật                   | Giới thiệu                                                  |
| -------------- | -------------------------- | ----------------------------------------------------------- |
| Trịnh Khải     | Minh Mục Tông              | Hoàng đế                                                    |
| Trương Chỉ Khê | Hiếu An Hoàng hậu          | Hoàng hậu                                                   |
| Dương Dung     | Tôn Hữu Trinh              | Tôn Quý phi, Tôn gia Đại tiểu thư                           |
| Tuyên Lộ       | Phan Tế Nương              | Phan Tài tử, từng cùng Diêu Trích Châu vào cung tuyển tú    |
| Trương Dịch Hề | Chiêu Hòa Trưởng công chúa | Muội muội của Hoàng đế, yêu thích Tôn Ngọc Lâu              |
| Vương Kiến Tân | Nam An Quận vương          | Bằng hữu của Tôn Tốn, thường đến Tôn phủ ăn cơm             |
| Lục Nghiên Kỳ  | Nam An Quận chúa           | Con gái của Nam An Quận vương, khuê mật với Diêu Trích Châu |
| Tưởng Khải     | Minh Thế Tông              | Tiên đế                                                     |

### Các nhân vật khác
| Diễn viên        | Nhân vật        | Giới thiệu |
| ---------------- | --------------- | --- |
| Lưu Mẫn          | Liễu Tam Tuyệt  | Chủ Bách Hý gánh hát, sư phụ của Lâm Thiếu Xuân                                                                                     |
| Vương Tây        | Đào Yêu         | Từng là một trong những đồ đệ tâm đắc của Liễu Tam Tuyệt, tài mạo xuất chúng nhưng việc xấu loang lổ, một lần lừa gạt Tôn Thế Kiệt. |
| Chu Trí Linh     | Liễu Vô Song    | Kinh thành nổi danh người kể chuyện "Mù", một trong những đồ đệ tâm đắc của Liễu Tam Tuyệt, tâm tư linh hoạt, ái mộ Tôn Hữu Đức     |
| Vương Mậu Lôi    | Lương Kinh Quan | Lương đại nhân |
| Vạn Mỹ Tịch      | Thẩm Tương Vân  | Muội muội của Thẩm Thanh Dao, dì của Tôn Ngọc Lâu                                                                                   |
| Hà Giai Di       | Lý phu nhân     | Khuê mật với Thẩm Thanh Dao, mẹ nuôi của Tôn Ngọc Lâu                                                                               |
| Trần Tử Hàm      | Trương phu nhân | Khuê mật với Thẩm Thanh Dao, lúc tuổi còn trẻ yêu thích vũ đạo                                                                      |
| Hứa Dung Chân    | Ngu nương tử    | Kinh thành đệ nhất tỳ bà, một sư phụ khác của Lâm Thiếu Xuân                                                                        |
| Mạnh Bằng        | Đỗ Thế Khanh    | Đỗ phủ, Tôn Ngọc Lâu hảo hữu, nhiều lần trợ giúp Tôn Ngọc Lâu cùng Lâm Thiếu Xuân.                                                  |
| Vũ Nghệ Kiệt     | Lưu lão gia     | Đỗ phủ lão gia |
| Hắc Tử           | Ngô Đạt         | Phiêu Kỵ đại tướng quân, phụ thân của Ngô Nguyệt Hồng                                                                               |
| Lưu Ích Yên      | Tụng Liên       | Thị nữ của Đào Yêu kiêm trợ thủ lừa gạt                                                                                             |
| Uông Tịch Triều  | Trần Bá Viễn    | Chợ búa vô lại, sau bị Giả Phùng Nguyên giáo huấn, sung quân biên cương.                                                            |
| Vương Tinh Việt  | A Kiệt          | Phó tướng của Tôn Tuấn Hào |
| Cáp Ni Khắc Tư   | Khúc Linh Nhi   | Thiếu nữ ở biên thành, hồng nhan tri kỹ của Tôn Tuấn Hào                                                                            |
| Tôn Y Hàm        | Lý Thiên Kim    | Thiên kim Lý gia |
| Hầu Thông Giang  | Bách Thảo       | Y sinh ở biên thành, sư phụ của Diêu Trích Châu                                                                                     |
| Biên Thiên Dương | Cốc Dã          | Thiếu niên ở biên thành, đệ đệ của Giả Phùng Nguyên, biệt danh là "Dã Lang"                                                         |
| Nhan Kính Kiệt   | Dã Lang         | Thổ phỉ ở biên thành, cha nuôi của Cốc Dã                                                                                           |
| Lý Đức Long      | Vạn Gia Đỉnh    | Chồng của Tôn gia Tam tiểu thư Tôn Hữu Dung                                                                                         |

Cùng một số diễn viên khác,...

## Nhạc phim
| STT | Nhan đề                       | Phổ lời  | Phổ nhạc | Thể hiện          | Thời lượng |
| --- | ----------------------------- | -------- | -------- | ----------------- | ---------- |
| 1.  | "Vãn Tích - 往昔" (Nhạc đầu)  | Lục Hổ   | Lục Hổ   | Lục Hổ            |            |
| 2.  | "Nhân Gian - 人间" (Nhạc kết) | Lục Hổ   | Lục Hổ   | Lục Hổ            |            |
| 3.  | "Nhân Gian - 人间"            | Lục Hổ   | Lục Hổ   | Lưu Tích Quân     |            |
| 4.  | "Tử Thoa Ký - 紫钗记"         | Vu Chính | Lục Hổ   | Lục Hổ, Bạch Lộc  |            |
| 5.  | "Hoán Sa Ký - 浣纱记"         | Lục Hổ   | Lục Hổ   | Lục Hổ, Doãn Tuấn |            |

## Giải thưởng
| Năm  | Lễ trao giải                                                                | Giải thưởng                                 | Đề cử            | Kết quả   | Tham khảo |
| ---- | --------------------------------------------------------------------------- | ------------------------------------------- | ---------------- | --------- | --------- |
| 2021 | Giải thưởng Văn Vinh Liên hoan điện ảnh và truyền hình Hoành Điếm lần thứ 8 | Phim truyền hình hay nhất                   | Ngọc Lâu Xuân    | Đề cử     | [ 5 ]     |
| 2021 | Giải thưởng Văn Vinh Liên hoan điện ảnh và truyền hình Hoành Điếm lần thứ 8 | Đạo diễn phim truyền hình trẻ xuất sắc nhất | Cao Hàn          | Đề cử     | [ 5 ]     |
| 2021 | Giải thưởng Văn Vinh Liên hoan điện ảnh và truyền hình Hoành Điếm lần thứ 8 | Nữ diễn viên trẻ xuất sắc nhất              | Lạc Mục Dương Tử | Đoạt giải | [ 6 ]     |